# Aleksandr Miasnikian
Aleksandr Fiodorowicz Miasnikian (znany także jako: Miasnikow (orm. Ալեքսանդր Մյասնիկյան, ros. Александр Фёдорович Мясников, biał. Аляксандр Фёдаравіч Мяснікоў; ur. 28 stycznia?/9 lutego 1886, zm. 22 marca 1925) – radziecki komunista ormiańskiego pochodzenia, premier Białoruskiej SRR, premier Armeńskiej SRR, prezydent Zakaukaskiej Federacyjnej Socjalistycznej Republiki Radzieckiej (w składzie Gruzji, Azerbejdżanu i Armenii), Pierwszy sekretarz partii bolszewickiej Zakaukaskiej FSRR, członek Rewolucyjnej Rady Wojskowej ZSRR (kolegialnego kierownictwa Armii Czerwonej), członek Prezydium Centralnego Komitetu Wykonawczego ZSRR (wyższego organu władzy ZSRR).

## Życiorys
Urodził się 9 grudnia 1886 w Rosji w Nachiczewaniu nad Donem (ormiańskie miasto na przedmieściach Rostowu nad Donem, obecnie w składzie Rostowu) w rodzinie drobnego handlarza.
W 1903 ukończył Ormiańskie Seminarium Duchowe w Moskwie. W 1908 ukończył Ormiański Łazariewski Instytut w Moskwie. W 1912 ukończył studia na wydziale prawa Uniwersytetu Moskiewskiego.
Był członkiem Socjaldemokratycznej Partii Robotniczej Rosji od 1906. W tym roku został aresztowany i zesłany do Baku (obecnie stolica Azerbejdżanu). W 1911-1912 pełnił służbę w wojsku rosyjskim, chorąży. W 1914 po rozpoczęciu Wojny Światowej powrócił do wojska, które opuścił tylko w 1917.
Od września 1917 do maja 1918 stał na czele Północno-Zachodniego Komitetu RKP(b). Od listopada 1917 odpowiedzialny za dowodzenie na froncie zachodnim, rozpędzał m.in. Pierwszy Kongres Wszechbiałoruski w Mińsku.
Od stycznia do lutego 1919 członek Tymczasowego Rządu Białoruskiej SRR, zasiadał w Komitetu Centralnego KP(b)B. W lutym 1919 przewodniczący Centralnego Komitetu Wykonawczego Białoruskiej Socjalistycznej Republiki Radzieckiej, zastępca przewodniczącego Rady Komisarzy Ludowych i komisarz spraw wojskowych.
Od 1919 członek KC KP(b)B, w latach 1919–1920 członek KC Komunistycznej Partii Litwy i Białorusi.
25 września 1919 doznał kontuzji w czasie zamachu antybolszewickiego dokonanego w Moskwie przez podziemną grupę anarchistyczną.
W 1921 – przewodniczący rządu oraz komisarz ludowy (minister) do spraw wojskowych Armeńskiej Socjalistycznej Republiki Radzieckiej, jednocześnie zastępca przewodniczącego rządu Zakaukaskiej Federacyjnej Socjalistycznej Republiki Radzieckiej (w składzie Gruzji, Azerbejdżanu i Armenii).
Od 1922 przewodniczący Rady Sojuszu (prezydent) Federacji Zakaukaskiej. Pierwszy sekretarz partii bolszewickiej Zakaukazia, członek Rewolucyjnej Rady Wojskowej ZSRR (kolegialnego kierownictwa Armii Czerwonej), członek Prezydium Centralnego Komitetu Wykonawczego ZSRR (wyższego organu władzy ZSRR).
Zginął w wieku 39 lat 22 marca 1925 w katastrofie lotniczej w okolicach Tbilisi.

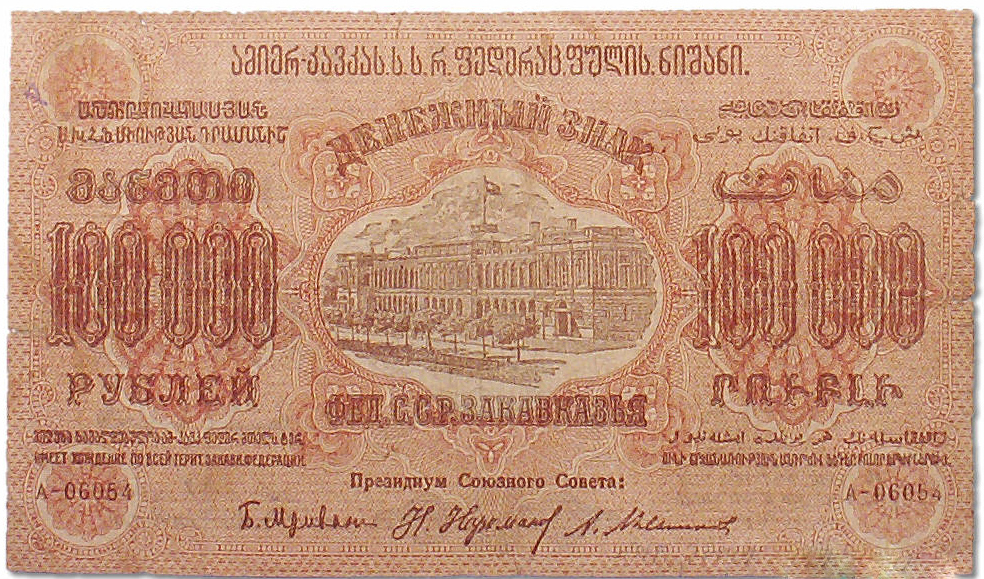
Banknot rubla zakaukaskiego na którem jest widoczny podpis Miasnikiana (w formie rosyjskiej – A. Miasnikow)